# NGC 4971
NGC 4971 је спирална галаксија у сазвежђу Береникина коса која се налази на NGC листи објеката дубоког неба.
Деклинација објекта је + 28° 32' 55" а ректасцензија 13h 6m 54,9s. Привидна величина (магнитуда) објекта NGC 4971 износи 14,2 а фотографска магнитуда 15,2. NGC 4971 је још познат и под ознакама MCG 5-31-134, CGCG 160-140, NPM1G +28.0257, PGC 45406.